# 稀羽鳞毛蕨
稀羽鳞毛蕨（学名：Dryopteris sparsa）为鳞毛蕨科鳞毛蕨属下的一个种。